# وارن کول (قایقران روئینگ)
وارن کول (انگلیسی: Warren Cole; ۱۲ سپتامبر ۱۹۴۰ – ۱۷ ژوئیهٔ ۲۰۱۹) قایقران روئینگ اهل نیوزیلند بود.
وی در مسابقات کشوری و بین‌المللی در مجموع برندهٔ ۱ مدال طلا، ۱ مدال برنز شده‌است.